# Mary Landrieu
Mary Landrieu Loretta (nasceu em 23 de novembro de 1955) é a mais antiga senadora dos Estados Unidos pelo estado de Luisiana, e foi a segunda mulher eleita para o Senado dos Estados Unidos pela Luisiana.

## Biografia
Nascida em 23 de novembro de 1955, no estado americano da Virgínia, é filha do ex-prefeito de Nova Orleães Moon Landrieu, e de Verna Satterlee.

### Carreira política
Landrieu foi entre 1986 a 1992 tesoureira do estado da Luisiana, foi senadora da Luisiana do período de 1997 até 2015, sendo sucedida pelo Congressista do estado Bill Cassady que venceu as Eleições Senatorias no Estado em 2014 em 2° turno por uma diferença de 56% a 44% .

### Vida pessoal
Landrieu é casada com o advogado Frank Snellings, e tem dois filhos: Connor Snellings e Mary Shannon Snellings.